# 190
| Calendário gregoriano                                                        | 190 CXC                         |
| Ab urbe condita                                                              | 943                             |
| Calendário arménio                                                           | -362 – -361                     |
| Calendário bahá'í                                                            | -1654 – -1653                   |
| Calendário budista                                                           | 734                             |
| Calendário chinês                                                            | 2886 – 2887                     |
| Calendário copta                                                             | -94 – -93                       |
| Calendário etíope                                                            | 182 – 183                       |
| Calendários hindus - Vikram Samvat - Calendário nacional indiano - Cáli Iuga | 245 – 246 111 – 112 3290 – 3291 |
| Calendário Holoceno                                                          | 10190                           |
| Calendário islâmico                                                          | 446 BH – 444 BH                 |
| Calendário judaico                                                           | 3950 – 3951                     |
| Calendário persa                                                             | 432 BP – 431 BP                 |
| Calendário rúnico                                                            | 440                             |
| Calendário solar tailandês                                                   | 733                             |

190 (CXC na numeração romana) foi um ano comum do século II do Calendário Juliano, da Era de Cristo, a sua letra dominical foi D (53 semanas), teve início e término numa quinta-feira.
| Ano completo                        |
| ----------------------------------- |
| Ano comum com início à quinta-feira |

## Nascimentos
- Ma Su, estrategista militar chinês (m. 228)
- Ding Feng, general chinês (m. 271)

## Mortes
- Atenágoras de Atenas, apologista cristão.